# Saint-Laurent-de-Condel
Saint-Laurent-de-Condel ist eine französische Gemeinde mit 510 Einwohnern (Stand: 1. Januar 2022) im Département Calvados in der Region Normandie; sie gehört zum Arrondissement Caen und zum Kanton Le Hom. Die Einwohner werden Laurentais genannt.

## Geographie

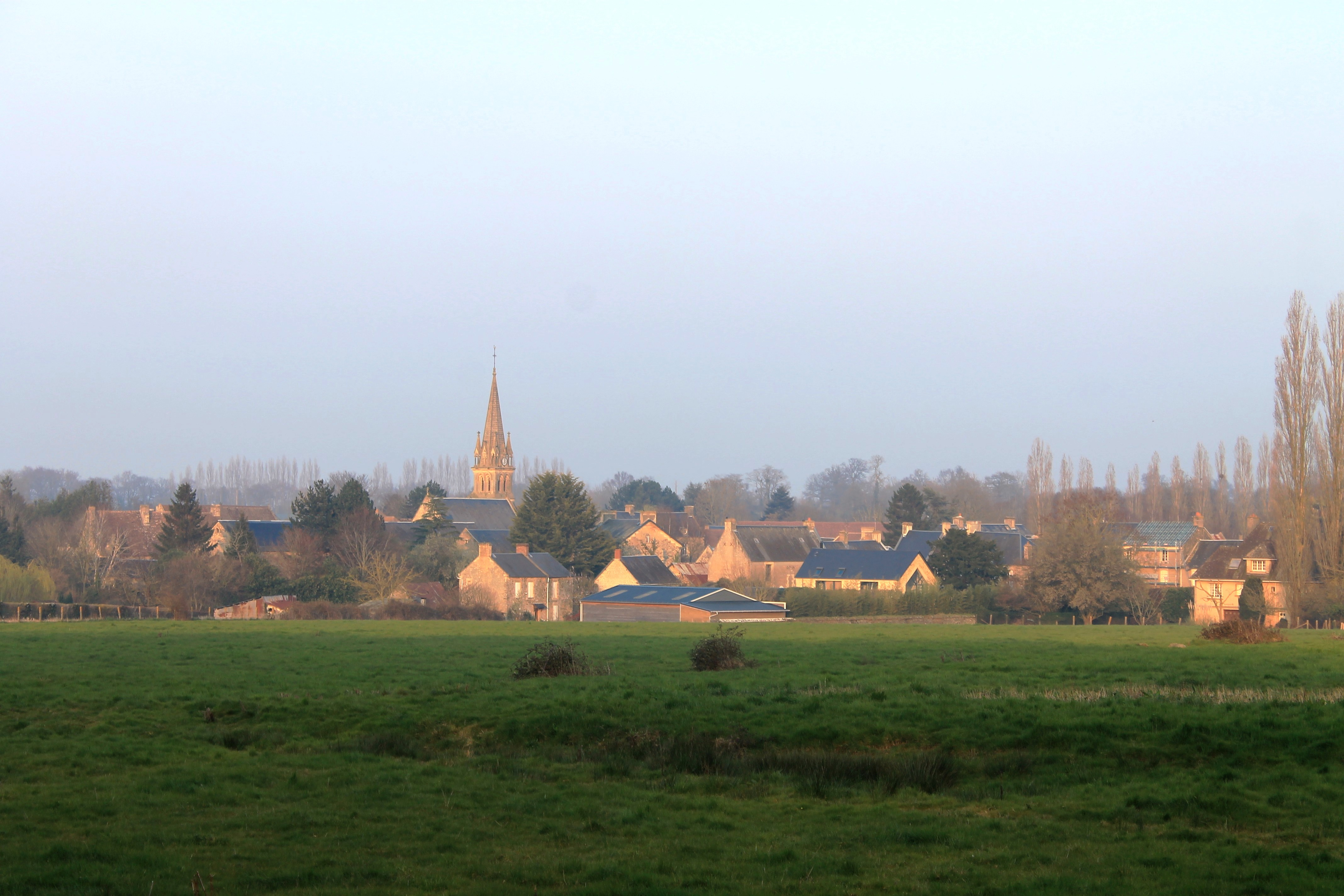
Blick auf Saint-Laurent-de-Condel

Saint-Laurent-de-Condel liegt etwa 16 Kilometer südsüdwestlich von Caen im Norden der Normannischen Schweiz. Umgeben wird Saint-Laurent-de-Condel von den Nachbargemeinden Mutrécy im Nordwesten und Norden, Boulon im Norden und Nordosten, Barbery im Osten und Südosten, Fresney-le-Vieux im Süden, Espins im Süden und Südwesten, Les Moutiers-en-Cinglais im Südwesten und Westen sowie Grimbosq im Westen und Nordwesten.

## Bevölkerungsentwicklung
| Jahr                       | 1962 | 1968 | 1975 | 1982 | 1990 | 1999 | 2006 | 2019 |
| Einwohner                  | 342  | 344  | 386  | 417  | 413  | 447  | 507  | 508  |
| Quellen: Cassini und INSEE |      |      |      |      |      |      |      |      |

## Sehenswürdigkeiten
- Kirche Saint-Laurent aus dem 18. Jahrhundert, seit 1927 Monument historique
- Schloss Saint-Hubert aus dem 19. Jahrhundert
- Herrenhaus von Arthur aus dem 16. Jahrhundert

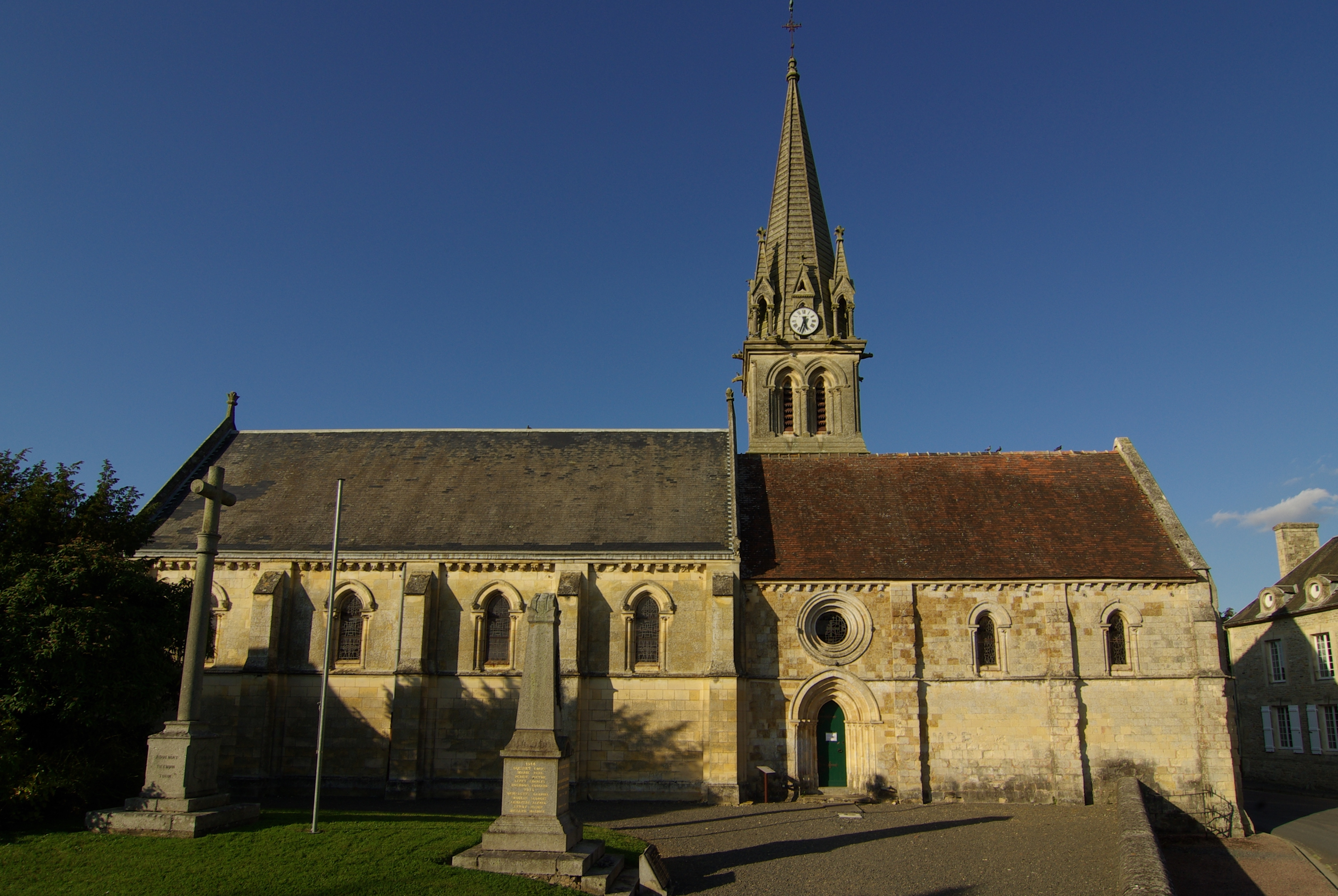
Kirche Saint-Laurent
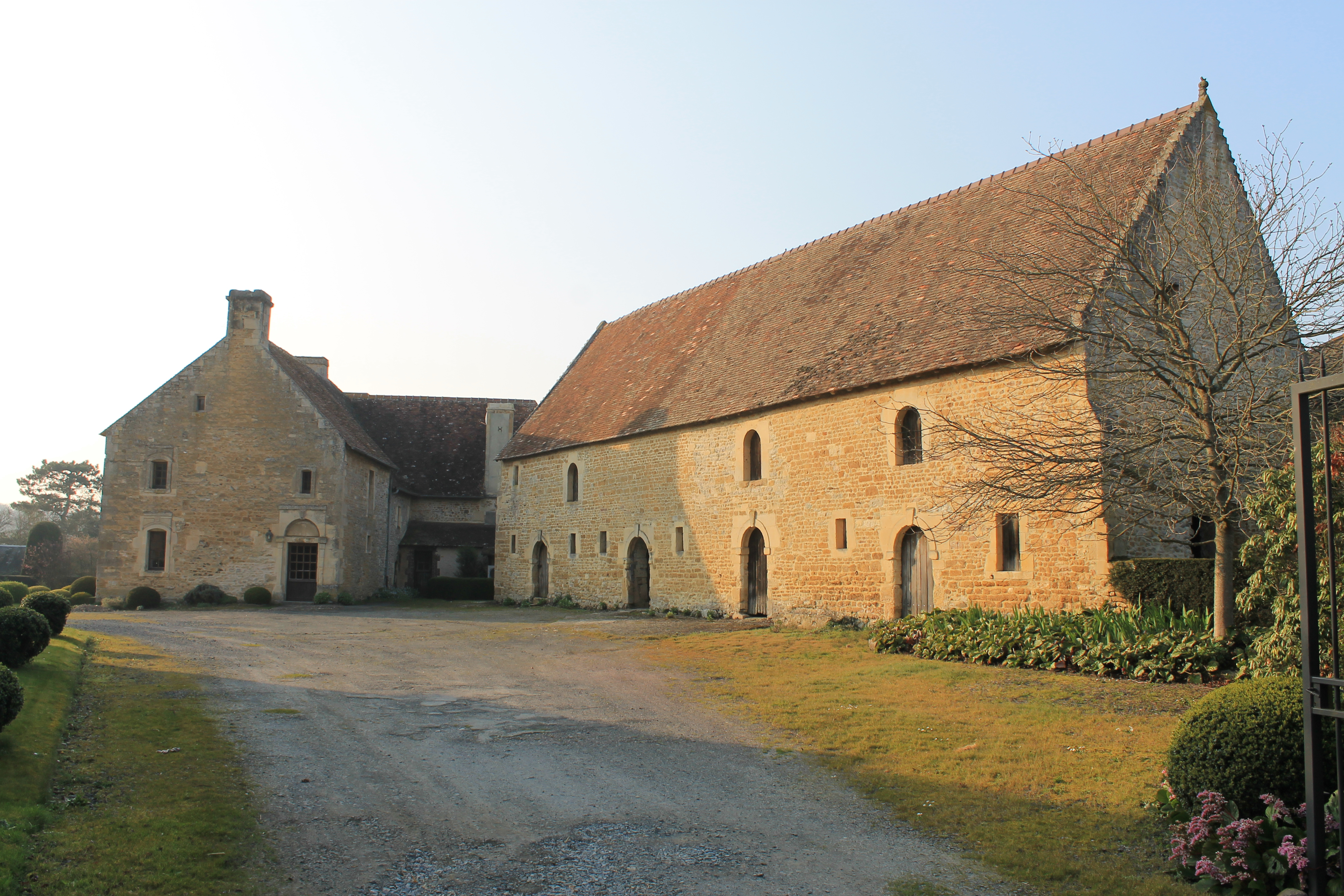
Herrenhaus von Arthur